# سراغة سالزمان
سراغة سالزمان (باللاتينية: Crepis salzmannii) نوع نباتي يتبع جنس السراغة من الفصيلة النجمية.

## الموئل والانتشار
موطنها المغرب العربي.